# S (roman d'Updike)
Pour les articles homonymes, voir S et S (roman).
S (titre original en anglais S.) est un roman de l'écrivain américain John Updike publié originellement en mars 1988 aux États-Unis et en français le 23 avril 1991 aux éditions Gallimard. Il s'agit du troisième et dernier volume de la trilogie de « La Lettre écarlante » précédé par Un mois de dimanches (1975) et Ce que pensait Roger (1986).

## Écriture du roman
John Updike décide de finir sa trilogie dite de « La Lettre écarlate » sur les mœurs de l'Amérique contemporaine, en particulier sur la question de l'adultère. Pour cela, il se positionne du point de vue féminin, incarné avec le personnage de Sarah P. Worth, une femme bourgeoise de 42 ans vivant dans le Massachusetts, décrivant dans ses relations épistolaires avec sa famille, sa vie communautaire dans un ashram après le départ de son foyer auprès de son étouffant mari médecin.

## Réception critique
Le roman est relativement bien accueilli par le New York Times.

## Éditions
- (en) S., Alfred A. Knopf Publishers, 1988  (ISBN 9780394568355), 279 p.
- S, éditions Gallimard, 1991  (ISBN 9782070722525), 324 p.
- (en) S., Random House, 2013  (ISBN 9780449912126), 272 p.